# 오감도 (영화)
《오감도》는 허진호, 변혁, 오기환, 민규동, 유영식 감독이 공동 제작한 대한민국의 영화이다.

## 줄거리
아내를 떠나 보낸 남편, 지켜주지 못한 아내에 대한 위험한 사랑, 지루한 출근길 속의 남자, 처음 만난 매력적인 그녀와의 하룻밤, 짜릿한 사랑, 두 명의 아름다운 배우, 괴팍한 영화 감독을 향한 위험한 유혹, 자극적인 사랑, 사랑을 확인하고픈 여섯 명의 고등학생 커플, 그들만이 공유하는 도발적인 사랑, 남편의 애인과 동거하게 된 아내, 그들의 거부할 수 없는 치명적인 사랑까지. 때로는 상상하고, 때로는 경험하는 색다른 감각의 에로 영화이다.

오기환 감독이 만든 내용은 같은 학교 친구인 세 쌍의 고등학생 커플들이 누군가의 제안에 의해 단 하루 동안만 각자 서로의 파트너를 바꿔서 데이트를 즐기는 아슬아슬하고 발칙한 커플체인지 게임이다.

## 캐스팅
segment 1 - his concern
- 장혁 : 정민수 역
- 차현정 : 한지원 역
- 김수로 : 형 역 (특별출연)
- 김난휘 : 형수 역 (특별출연)
- 김영근 : 웨이터 역 (특별출연)
- 신무호 : 내레이션 역 (특별출연)

segment 2 - 나, 여기 있어요
- 김강우 : 강현우 역
- 차수연 : 안혜림 역

segment 3 - 33번째 남자
- 배종옥 : 박화란 역
- 김수로 : 봉찬운 역
- 김민선 : 김미진 역
- 이달형 : 김 실장 역
- 이서빈 : 남배우 역
- 박진택 : 조감독 역
- 한국진 : 연출부 역
- 공미나 : 화란코디 역
- 차수연 : 음악감독 역 (특별출연)
- 이시영 : 세은 역 (특별출연)
- 클라라(본명: 이성민) : 윤정 역 (특별출연)
- 김혜영 : 설화 역 (특별출연)

segment 4 - 끝과 시작
- 엄정화 : 이정하 역
- 황정민 : 민재인 역
- 김효진 : 강나루 역
- 이휘향 : 정하모친 역
- 김강우 : 정하 동생 역

segment 5 - 순간을 믿어요
- 김동욱 : 지운 역
- 신세경 : 수정 역
- 송중기 : 재혁 역
- 이시영 : 세은 역
- 정의철 : 상민 역
- 안신우 : 미술선생 역 (특별출연)